# Bitácora del HMS Essex de abril 1914
La Bitácora del HMS Essex y de varios otros buques británicos está siendo publicada en Internet por NAVAL-HISTORY.NET, a partir de 1998.
Este acorazado británico estuvo presente durante la Ocupación estadounidense de Veracruz de 1914.

## 19 de abril
A.M.
9.20 Sighted Veracruz. Coasted thro' NE Passage.
10.10 Entered inner harbor. Came to within both bowers and secured to stern buoy. USS Florida, Utah, Prairie, present.

### Traducción
A.M.
9:20 Avistamos Veracruz.  Entramos por el pasaje NE [Noreste]
10:10 Entramos a la bahía interior. Nos detuvimos entre ambos "bowers" y atracamos a la boya de popa. [...] USS Florida, Utah, Prairie presentes.

## 20 de abril
P.M.
2.8 HMS Berwick arrived and anchored.

### Traducción
P.M.
2:08 El HMS Berwick arribó y echó anclas.

## 21 de abril
A.M.
11.45 hrs US Ships present landed an armed force and took possession of Custom House, Ry station and cable
P.M.
12:30 US landing resisted by mexicans.  Firing becomes general in the town. 
Sent boats in to bring off any refugees.
1.45 Landed Consular Guard.
2.0 Finished coaling. Lighters away.
At intervals during afternoon USS Prairie supported its landing party with her 3-inch guns.
Cleaning ship.
3.20 The U.S. Pk Bs supporting Flank of landing party came into action near Pilot house but were driven off by rifle fire
4.0 Berwick sailed
US Prairie continued to support landing party by shelling parts of town occupied by snipers and also attacked Naval Academy
Firing general ashore.
Boats passing in the harbor are fired at, American and Spanish boats particularly.
SS “Esperanza” US refugee ship, was being continually fired at from shore and fire was returned by armed guard.
At sunset, US ships present searched South part of town with search lights. 
8.35 USS San Francisco came into harbor and was received by volleys of rifle fire.
Desultory firing continued all night, numerous shots falling near ship.
11.50 USS Chester arrived & anchored in inner harbor 

### Traducción
A.M.
Buques de US presentes desembarcaron una fuerza armada y tomaron posesión de Aduana, Estación de tren, y Cable.
P.M.
12:30 Desembarco de EE. UU. resistido por los mexicanos
El tiroteo se extiende por la ciudad
Enviamos lanchas para recoger cualquier [posible] refugiado
1.45 Pisó tierra la Guardia Consular
2.0 Terminamos de cargar carbón.  "Lighters" ...[¿se retiran?].
A intervalos durante la tarde USS Prairie apoyó a su tropa de desembarco con sus cañones de 3 pulgadas
Limpiando el barco
3.20 Los Pick-B/s (Picket Boats) de EE. UU. que apoyan el desembarco entraron en acción cerca de la Casa de Prácticos, pero fueron rechazados por disparos de fusil
4.0 Berwick zarpó
US Prairie siguió apoyando tropas desembarcadas, bombardeando zonas de la ciudad ocupadas por francotiradores y también atacó la Academia Naval
Tiroteo en general en tierra
Barcos que navegan en el puerto reciben disparos, en particular los americanos y españoles
SS "Esperanza“, barco de refugiados de EE. UU., recibía continuamente disparos desde la costa y el fuego le era respondido por guardias armados.
Al ponerse el sol, los barcos estadounidenses presentes iluminaron la parte sur de la ciudad con sus faros de luz
08.35 USS San Francisco entró en el puerto y fue recibido con andanadas de disparos de rifle
Tiroteo esporádico continuó toda la noche, numerosos disparos cayendo cerca de [nuestra] nave
11.50 USS Chester llegó y ancló en el puerto interior

## 22 de abril
A.M.
2.0 US Atlantic fleet arrived and anchored
3.15 US Chester landed armed party
4.0 [A number of] 37 boat loads of armed [men?] landed from fleet. Estimated number ashore 3000.
6.0 am San Francisco Prairie Chester openned fire. Shrapnel common along water front. Hands cleaning ship.
7.40 am "Carlos V" proceeded to outer anchorage.  Firing General.
7.45 am US general advances began. Columns of US landing party was ovserved crossing front of Naval College meeting heavy fire from its windows.
8.0 General firing ashore. USS Prairie and Chester shelled southern portion of town [and?] particularly Naval Academy, covering landing party who troted back to sea front. Hands cleaning ship. Many rifle and machine gun shots hit the ship.
8.10 Staff Paymaster Kimber slightly wounded. Having silenced Naval Academy, Chester shelled 3 houses to South, one of which was flying flags of Uruguay and Venezuela.
10.15 Armistice arranged.
12.0 9.30am "Esperanza" proceeded to outer anchorage.
P.M.
12.40 Marines landed from "Hancock"
1.35 USS Minnesota came in to inner harbor cleared for action. Hands employed as Req.  US hospital ship "Solace" arrived. During [?] Mexican SS "El Gobernador" was taken prisoner of by "Chester".
5.20 p. m. Mexican gunboat "Progreso" arrived.
6.30 p. m.    "      "         "      sailed unmolested.

### Traducción
A.M.
02:00 La flota estadounidense del Atlántico arribó y echó anclas
03:15 US Chester desembarcó grupo armado
04:00 [La cantidad de] 37 botes cargados de gente armada desembarcaron desde la flota. Estimado de 3000 en tierra.
06:00 a. m. San Francisco Chester Prairie abrieron fuego. Llueve metralla en los muelles. Marinería aseando el barco.
07:40 a. m. "Carlos V" salió y ancló en el puerto exterior. Disparos generalizados.
07:45 a. m. Empezaron avances de US en general. Columnas de tropas desembarcadas por US fueron observadas cruzando frente a la Escuela Naval, enfrentando intensos disparos que les llegaban desde sus ventanas.
08:00 Balacera generalizada en tierra. USS Prairie y Chester dispararon sus cañones hacia la parte sur de la población, y particularmente la Academia Naval, cubriendo la retirada de las tropas desembarcadas, que regresaron trotando hacia el malecón. Marinería aseando el barco. Varios disparos de rifle y de ametralladora dieron en el barco.
08:10 El págador de sueldos Kimber resultó ligeramente herido. Habiendo silenciado a la Academia Naval, Chester disparó sus cañones contra tres casas hacia el sur, una de las cuales mostraba banderas de Uruguay y Venezuela.
10:15 Armisticio negociado.
12:00 [Siendo las] 9.30 a. m. "Esperanza" procedió a anclaje exterior.
P.M.
12:40 Marines desembarcaron del "Hancock"
13:35 USS Minnesota entró al puerto interior, listo para la acción. Marinería empleada según fuera requerida. Barco hospital de US "Solace" arribó. Durante [?] el buque mexicano SS "Gobernador" fue tomado prisionero por "Chester".
5.20 p. m. - Cañonero mexicano "Progreso" arribó
6.30 p. m.  -  "        "        "         zarpó sin ser molestado.